# Lichtmond
Lichtmond ist ein multimediales Musikprojekt der Gebrüder Giorgio und Martin Koppehele.

## Hintergrund
Die Brüder Giorgio und Martin Koppehele schrieben und produzierten unter anderem für und mit Plácido Domingo, Alan Parsons, Boy George, Midge Ure, Bro’Sis, Suzi Quatro, C. C. Catch, Shari Belafonte, Chris Thompson, Splash, Odyssey, Nicole, Michelle und Lou Bega. Sie schrieben und produzierten für Werbejingles, Danceprojekte, Musik für Filme, Fernsehserien sowie für Soundtracks und Ausstellungen wie die Titanic-Ausstellung in Hamburg.
Ihr Musikprojekt Lichtmond bezeichnen sie selbst als „audiovisuelle Poesie“. 2010 erschien mit „Moonlight“ die erste Blu-ray, DVD und CD.
Die Musik von Lichtmond verbindet elektronische Musik mit Ambient- und Rockelementen die ineinander überfließen. Gedichte verbinden einzelne Songs. Suna und Gabi Koppehele, die Frauen der beiden Brüder, sind maßgeblich am Songwriting von Lichtmond beteiligt.
Alan Parsons bezeichnet Lichtmond als die neuzeitlichen Tangerine Dream oder Kraftwerk.
Die 3D-Animationen der visuellen „Traumwelten“ werden gemeinsam mit dem spanischen Künstler Diego M. Bonati, Imago D. Studios geschaffen.
Lichtmond arbeitet mit verschiedenen internationalen Gastkünstlern zusammen wie beispielsweise Alan Parsons, Boy George, I Muvrini, Midge Ure und Martyn Ware.
Bei "Days of Eternity" wirkten die Schauspieler Sky du Mont und Hardy Krüger jr. als Gäste mit.
Für Lichtmond wurde 2010 das Label „blu phase media GmbH“ gegründet.
Mit dem Planetarium Hamburg produzierte Lichtmond eine 360-Grad-Planetarium-Show, die seit März 2013 regelmäßig in Hamburg läuft. Die Show wird inzwischen weltweit an andere Planetarien vertrieben, so läuft sie unter anderem im Clark Planetarium in Salt Lake City.
Seit März 2014 hat Lichtmond seine eigene Radio Show auf Klassik Radio: Die Klassik Lounge mit Lichtmond. Gesendet wird die Show jeden ersten Freitag Abend im Monat von 22 Uhr bis 24 Uhr.
Durch die technische Qualität der Produktionen von Lichtmond gilt das Projekt als Referenz für Surround Sound, 3D und höchste Bildqualität. Lichtmond produziert bereits für das hochauflösende Fernsehformat UHD.

## Die Band
Lichtmond gab das Bühnendebüt 2010 auf der „Night of the Proms“-Tour.
- Giorgio Koppehele: Keyboard
- Martin Koppehele: Bass, Keyboard
- Meera Fé: Gesang, Esraj
- Saskia Philipps: Gesang
- Thomas Erich Killinger: Rezitator, Klavier

## Diskografie
- 2010: Lichtmond Moonlight (DE: Platin (Videoalbum))[8]
- 2012: Lichtmond 2 Universe of Light (DE: Gold (Videoalbum))
- 2014: Lichtmond 3 Days of Eternity (DE: Gold (Videoalbum))
- 2016: Lichtmond The Journey

## Chartplatzierungen
- 2010: Platz 3 Media Control Musik DVD Charts Moonlight
- 2012: Platz 1 Media Control Musik DVD Charts Universe of light
- 2014: Platz 1 Media Control Musik DVD Charts Days of Eternity
- 2014: Platz 1 Österreich Musik DVD Charts Days of Eternity

## Auszeichnungen
- 2011: Impala Silver Award Moonlight
- 2012: Video Campion, Kategorie Beste Musik DVD / Blu-ray
- 2012: 3D Excellence Award, China Bester 3D Kurzfilm
- 2013: Impala Silver Award Universe of Light
- 2013: Platz 1 Leserwahl des Blu-ray-Magazins, Beste Musik Blu-ray
- 2013: Spatial Sound Recognition Award 2013 Full Dome Festival Jena